# La Montagne (Maillol)
Pour les articles homonymes, voir La Montagne.
La Montagne est une œuvre du sculpteur français Aristide Maillol. Il s'agit d'une sculpture en plomb à patine noire. Créée en 1925, elle est installée à Paris, en France.

## Description
L'œuvre est une sculpture en plomb. Elle représente un nu féminin assis.

## Localisation
La sculpture est installée depuis 1964 dans le jardin du Carrousel aux Tuileries, dans le 1er arrondissement de Paris. Elle fait partie d'un ensemble de statues de Maillol exposées en plein air.

## Artiste
Aristide Maillol (1861-1944) est un sculpteur français.

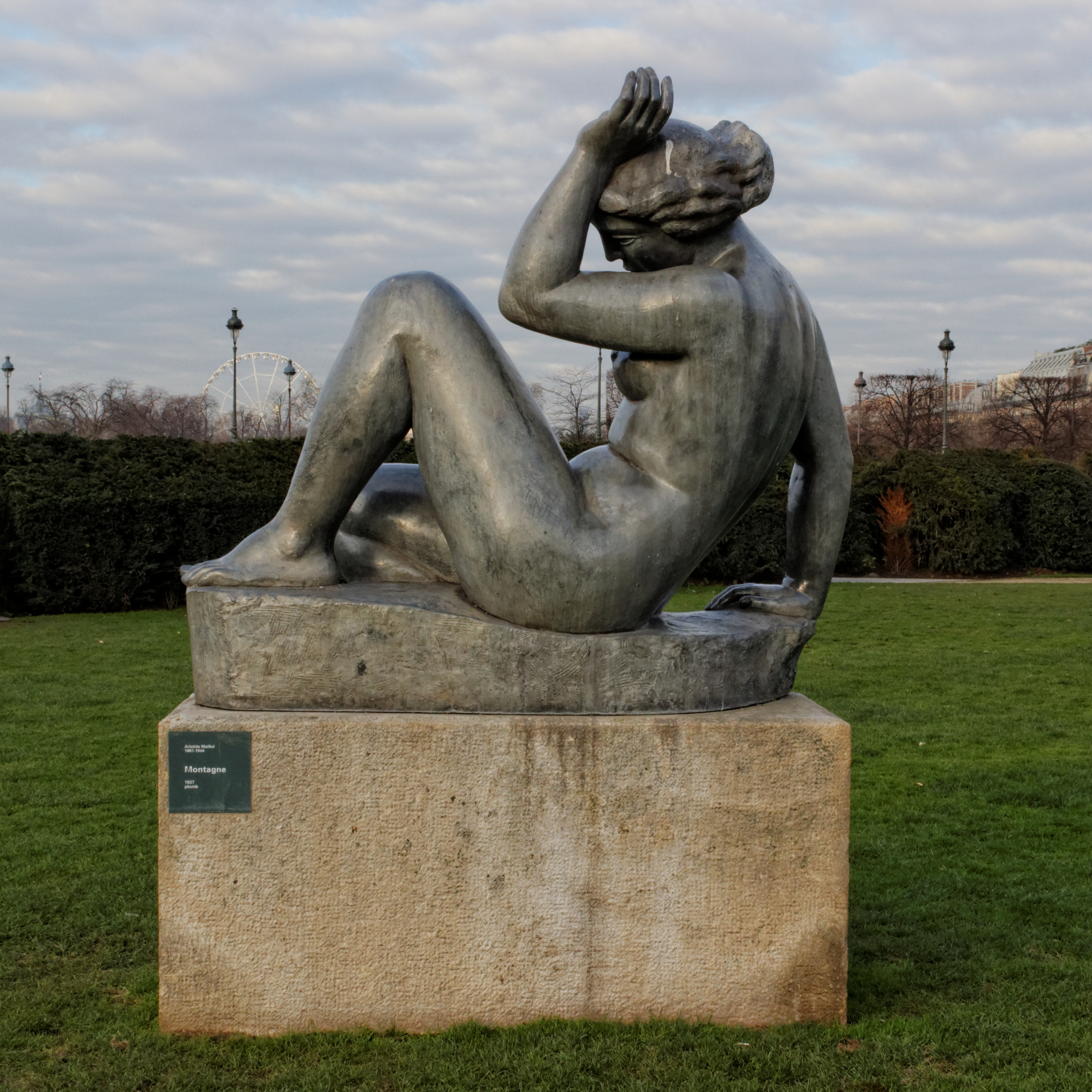
La Montagne, Plomb, 1937, jardin des Tuileries, Paris.
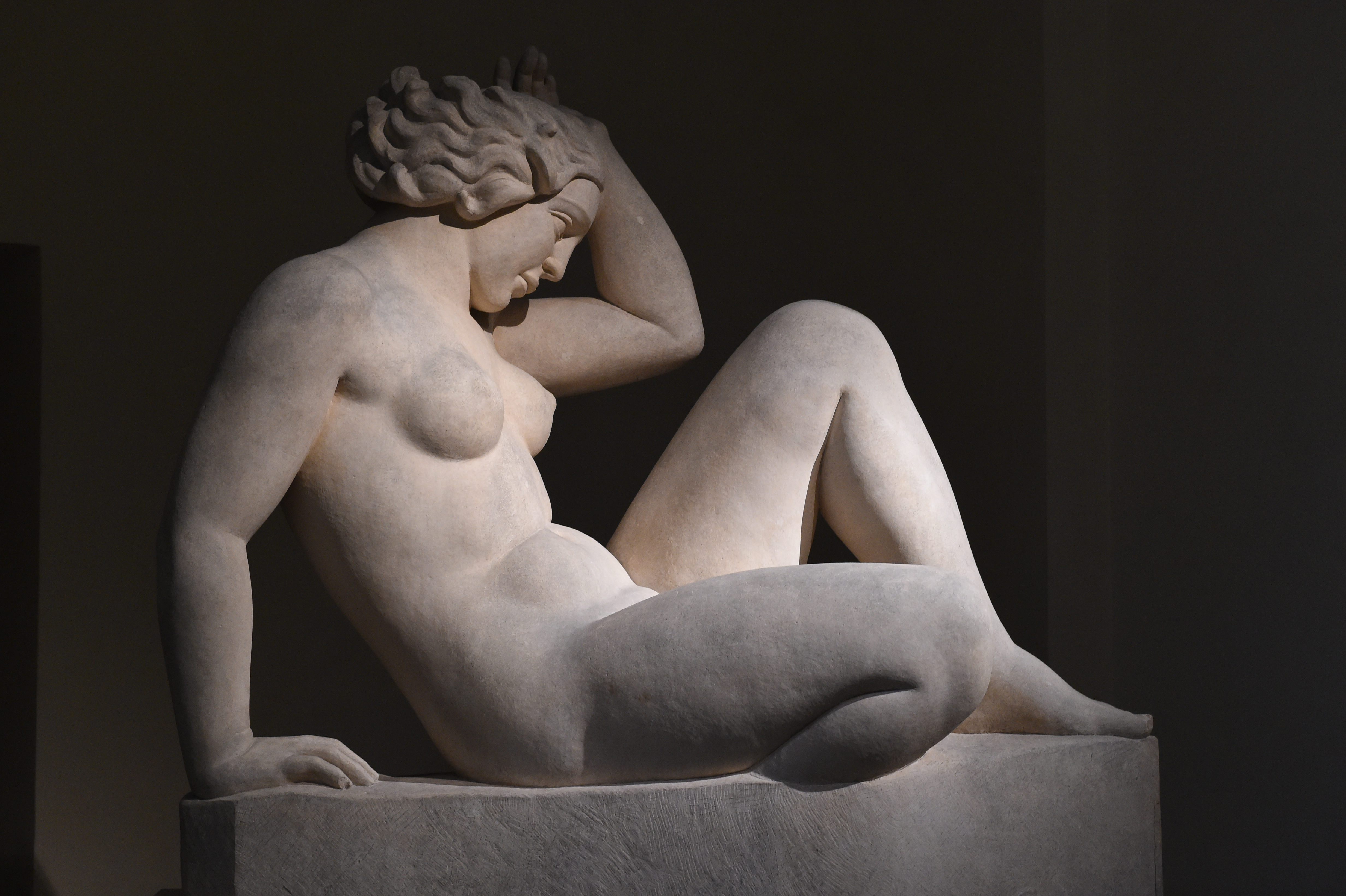
La Montagne, Pierre, 1937, musée des beaux-arts de Lyon.
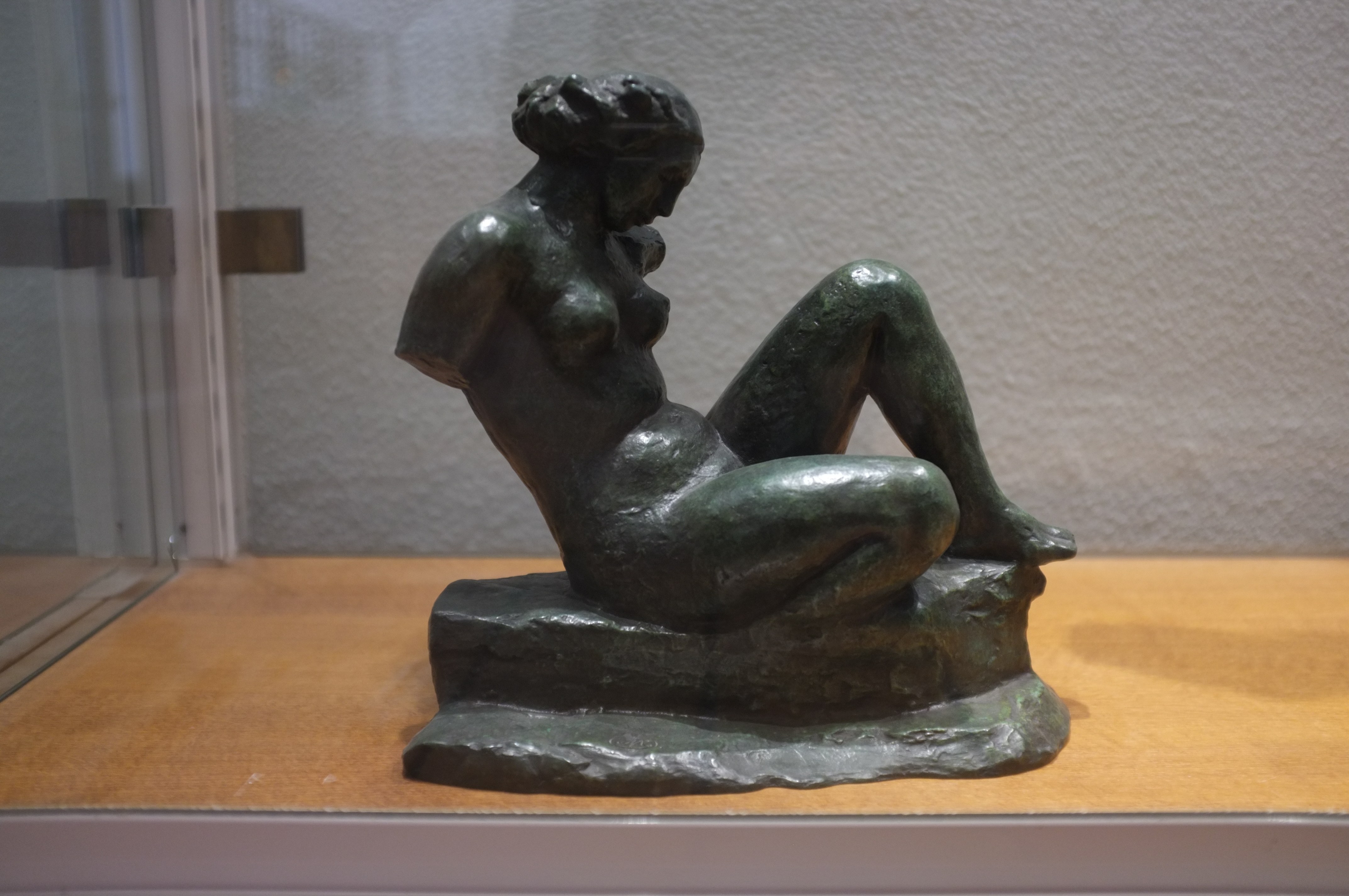
La Montagne, 1937, bronze, métairie de Banyuls-sur-Mer (aujourd'hui musée Maillol).
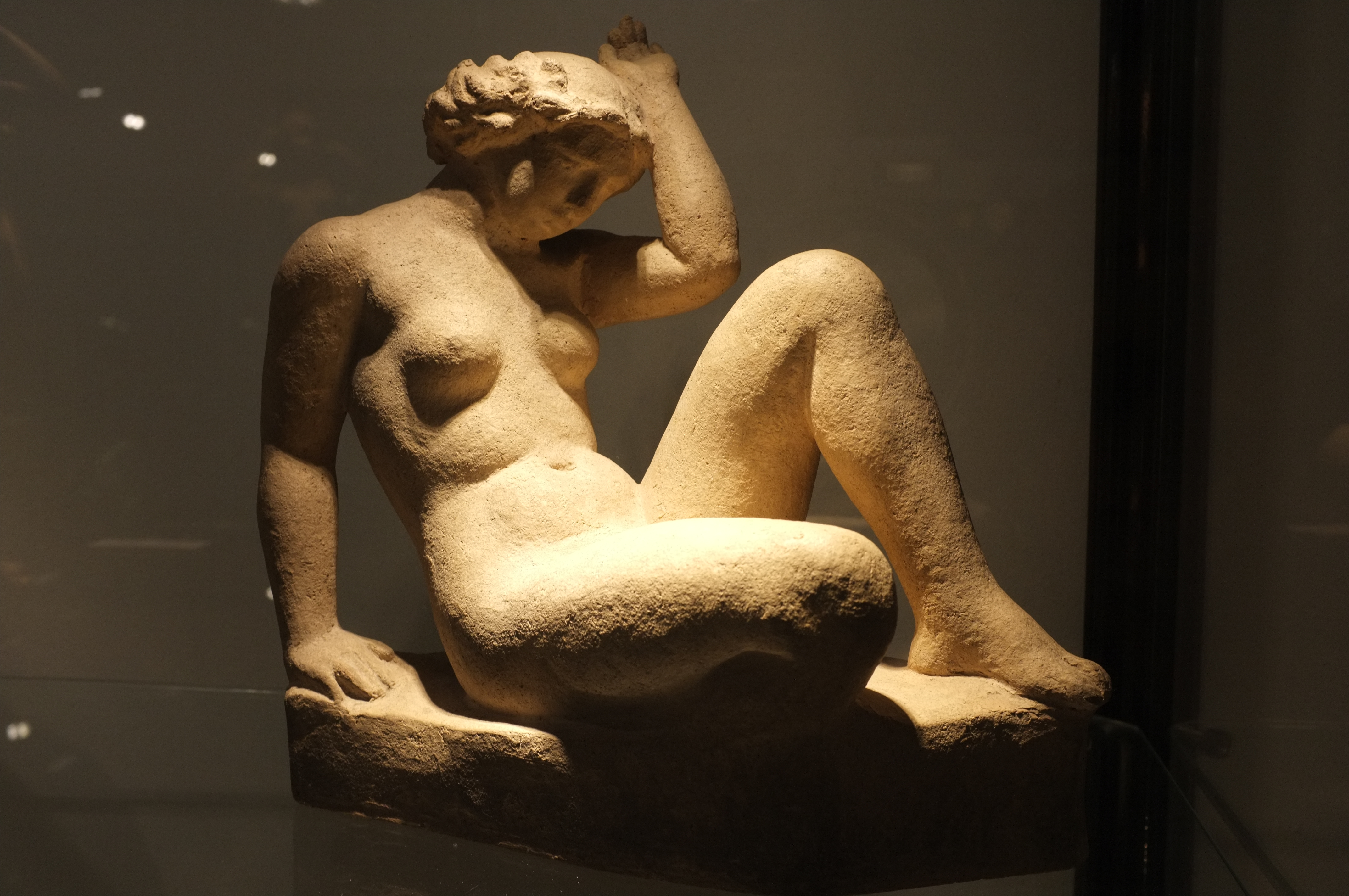
La Montagne, 1937, terre cuite blanche de Marly, métairie de Banyuls-sur-Mer (aujourd'hui musée Maillol).